# Лакьяни, Вишен
Вишен Лакьяни (род. 14 января 1976, Куала-Лумпур) — малайзийский предприниматель, писатель, спикер.
Основатель и руководитель «Mindvalley», автор книги «Код Экстраординарности» и курса «Твой Разум Без Границ».

## Предпринимательская деятельность
Вишен Лакьяни основал три компании: Mindvalley, Dealmates, Blinklist. Электронное издательство Mindvalley выпускает программы в области личностного роста, образования, духовного развития а так же занимается разработкой программного обеспечения для онлайн обучения, например мобильное приложение для медитации «Omvana».
В русскоязычном пространстве компанию представляет издательство «Академия Mindvalley» под руководством Кристины Мянд-Лакьяни.
Компания «Dealmates» — это малайзийский сайт электронной торговли, который был основан совместно с малайзийским предпринимателем Патриком Грувом (Patrick Grove) и является совместным предприятием компаний Catcha Group и Mindvalley.
Лакьяни основал фестиваль личностного роста для предпринимателей «A-fest», который впервые прошёл в 2009 году в Коста-Рике.
Вишен Лакьяни является членом инновационного совета фонда «X Prize».

## Издательская деятельность
В мае 2016 года издательство «Rodale, Inc» выпустило книгу Вишена 'The Code of the Extraordinary Mind' на английском языке. В марте 2017 книга «Код Экстраординарности» вышла на русском языке в издательстве Эксмо. Книга основана на предположении Лакьяни о том, что восприятие жизни определяется культурным пространством и вытекающими из него установками. Он предлагает собственную десятишаговую систему освобождения от навязанных обществом убеждений. Книга заняла десятое место в списке бестселлеров по версии New York Times.